# Nina Škottová
Nina Škottová (ur. 6 października 1946 w Prościejowie, zm. 28 kwietnia 2018 w Bedihošcie) – czeska polityk i wykładowca akademicki, od 2004 do 2009 deputowana do Parlamentu Europejskiego.

## Życiorys
W 1973 ukończyła studia z zakresu nauk przyrodniczych na wydziale farmacji Uniwersytetu Komeńskiego w Bratysławie. W 1976 na tej samej uczelni uzyskała stopień kandydata nauk. Zawodowo związana ze Słowacką Akademią Nauk, a od 1982 z Uniwersytetem Palackiego w Ołomuńcu. W 1990 objęła stanowisko starszego wykładowcy na tej uczelni, w 1999 objęła kierownictwo instytutu farmakologii.
W latach 90. zaangażowała się w działalność Obywatelskiej Partii Demokratycznej. W wyborach w 2004 z ramienia tej partii została wybrana do Parlamentu Europejskiego. Brała udział w pracach Komisji Budżetowej, należała do grupy EPP-ED. W PE zasiadała do 2009.